# Плейель, Мари

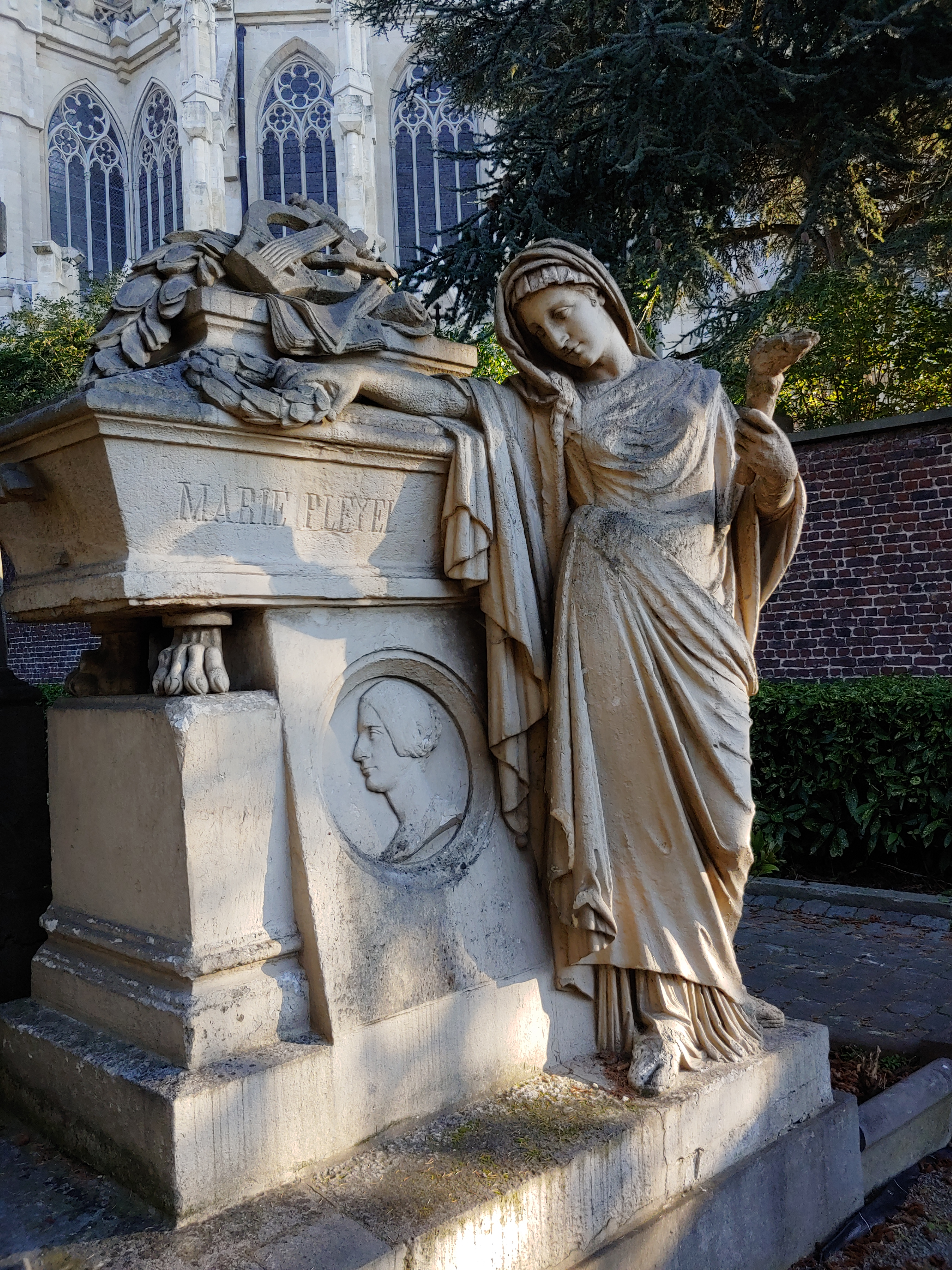

Мари Плейель (урождённая Мок, фр. Marie-Félicité-Denise Moke-Pleyel; 4 июля 1811, Париж — 30 марта 1875, Сен-Жосс-тен-Ноде, Брюссельский столичный регион) — бельгийская пианистка, педагог.

## Биография
Впервые выступила на публике в возрасте 8 лет. Её искусством восхищались Шопен (он посвятил ей свой ноктюрн, op.9), Лист, также посвящавший ей сочинения, Мендельсон. С успехом выступала в Великобритании, Франции, России. В России познакомилась с австрийским композитором и пианистом Сигизмундом Тальбергом, оказавшим на неё большое влияние.
Была помолвлена с Гектором Берлиозом, но разорвала помолвку во время его отъезда в Рим и 5 апреля 1831 года вышла замуж за музыканта Камиля Плейеля, старшего сына композитора, издателя и фабриканта музыкальных инструментов Игнаца Йозефа Плейеля. Берлиоз планировал тройное убийство Мари, её матери и Камиля и затем намеревался покончить с собой, для чего даже украл пистолеты — однако он отказался от своего плана на полпути в Париж, будучи в Ницце. Через четыре года супруги расстались (Мари Плейель не отличалась супружеской верностью) и 29 июля 1836 года развелись.
В 1839 познакомилась в Вене с Жераром де Нервалем, стала одной из его муз-вдохновительниц. С 1848 по 1872 год она преподавала в Брюссельской консерватории, воспитала целую исполнительскую школу. Автор нескольких фортепианных сочинений.